# Mauriac
Mauriac je naselje in občina v severozahodni francoski regiji Auvergne, podprefektura departmaja Cantal. Leta 2007 je naselje imelo 3.898 prebivalcev.

## Geografija
Kraj leži na pobočju ognjenika sredi Centralnega masiva, 48 km severno od Aurillaca.

## Uprava
Mauriac je sedež istoimenskega kantona, v katerega so poleg njegove vključene še občine Arches, Auzers, Chalvignac, Drugeac, Jaleyrac, Méallet, Moussages, Salins, Sourniac in Le Vigean s 7.342 prebivalci. 
Naselje je prav tako sedež okrožja, v katerem se nahajajo kantoni Champs-sur-Tarentaine-Marchal, Mauriac, Pleaux, Riom-ès-Montagnes, Saignes in Salers z 28.649 prebivalci.

## Zanimivosti
- romanska bazilika Notre-Dame des Miracles,
- ostanki samostana sv. Petra,
- nekdanji jezuitski kolegij, ustanovljen leta 1563, danes licej,
- Hôtel d'Orcet, sedež podprefekture.